# Tlalnepantla de Baz (gemeente)
Tlalnepantla de Baz is een gemeente in de Mexicaanse deelstaat Mexico. De hoofdplaats van Tlalnepantla de Baz is Tlalnepantla. De gemeente Tlalnepantla de Baz heeft een oppervlakte van 83,48 km².
De gemeente heeft 720.755 inwoners (2000). 8.821 daarvan spreken een indiaanse taal, voornamelijk Nahuatl.

## Geboren
- Pablo Barrera (1987), voetballer
- Edson Álvarez (1997), voetballer

Acambay · Acolman · Aculco · Almoloya de Alquisiras · Almoloya de Juárez · Almoloya del Río · Amanalco · Amatepec · Amecameca · Apaxco · Atenco · Atizapán · Atizapán de Zaragoza · Atlacomulco · Atlautla · Axapusco · Ayapango · Calimaya · Capulhuac · Chalco · Chapa de Mota · Chapultepec · Chiautla · Chicoloapan · Chiconcuac · Chimalhuacán · Coacalco de Berriozábal · Coatepec Harinas · Cocotitlán · Coyotepec · Cuautitlán · Cuautitlán Izcalli · Donato Guerra · Ecatepec de Morelos · Ecatzingo · El Oro · Huehuetoca · Hueypoxtla · Huixquilucan · Isidro Fabela · Ixtapaluca · Ixtapan de la Sal · Ixtapan del Oro · Ixtlahuaca · Jaltenco · Jilotepec · Jilotzingo · Jiquipilco · Jocotitlán · Joquicingo · Juchitepec · La Paz · Lerma · Luvianos · Malinalco · Melchor Ocampo · Metepec · Mexicaltzingo · Morelos · Naucalpan · Nextlalpan · Nezahualcóyotl · Nicolás Romero · Nopaltepec · Ocoyoacac · Ocuilán · Otumba · Otzoloapan · Otzolotepec · Ozumba · Papalotla · Polotitlán · Rayón · San Antonio la Isla · San Felipe del Progreso · San José del Rincón · San Martín de las Pirámides · San Mateo Atenco · San Simón de Guerrero · Santo Tomás · Soyaniquilpan de Juárez · Sultepec · Tecamac · Tejupilco · Temamatla · Temascalapa · Temascalcingo · Temascaltepec · Temoaya · Tenancingo · Tenango del Aire · Tenango del Valle · Teoloyucan · Teotihuacan · Tepetlaoxtoc · Tepetlixpa · Tepotzotlán · Tequixquiac · Texcaltitlán · Texcalyacac · Texcoco · Tezoyuca · Tianguistenco · Timilpan · Tlalmanalco · Tlalnepantla de Baz · Tlatlaya · Toluca · Tonanitla · Tonatico · Tultepec · Tultitlán · Valle de Bravo · Valle de Chalco Solidaridad · Villa de Allende · Villa del Carbón · Villa Guerrero · Villa Victoria · Xalatlaco · Xonacatlán · Zacazonapan · Zacualpan · Zinacantepec · Zumpahuacán · Zumpango
- Library of Congress Control Number: no00048067
- Nationale Bibliotheek van Israël: 987007473606005171
- Virtual International Authority File: 152716339
- WorldCat: E39PBJqbjDYJP44KC4YmYwHDMP